# Dana Barron
Dana Barron (Nova York, 22 de abril de 1966) é uma atriz de cinema e televisão estadunidense.
Dana Barron é mais lembrada no Brasil pelo seu papel como Audrey Griswold, no filme National Lampoon's (Férias Frustradas), de 1983[carece de fontes?].

## Filmografia
- National Lampoon's Vacation (1983)
- Heaven Help Us (1985)
- Death Wish 4: The Crackdown (1987)
- Heartbreak Hotel (1988) (TV)
- Magic Kid (1994)
- Magic Kid II (1994)
- The Perfect Nanny (2000)
- Python (2000)
- Night Class (2001)
- National Lampoon's Christmas Vacation 2: Cousin Eddie's Island Adventure (2003)
- McBride: Murder Past Midnight (2005)
- Pucked (2006)